# Ninguém Ama Ninguém... Por Mais de Dois Anos
Ninguém Ama Ninguém... Por Mais de Dois Anos é um filme de drama brasileiro de 2015 dirigido por Clovis Mello a partir de um roteiro de Marina Meira, Paula Santos e Rodrigo de Vasconcellos. É inspirado na obra de Nelson Rodrigues em seus contos de A Vida como Ela É.

## Sinopse
O filme acompanha a vida de cinco casais que vivem, em paralelo, o final dos anos 1950 e início dos anos 1960 no Brasil. Em uma sociedade marcada pelo moralismo, os desejos de homens e mulheres se manifestam de diversas maneiras, entretanto, com liberdade, em suas vidas privadas.

## Elenco
- Gabriela Duarte como Elvira
- Marcelo Faria como Asdrúbal
- Ernani Moraes como Juventino
- Luana Piovani como Laurinha
- Zezeh Barbosa como Dona Dinha
- Michel Melamed como Eusébio
- Branca Messina como Marlene
- Pedro Brício como Orozimbo
- Julianne Trevisol como Terezinha
- Thelmo Fernandes como Portela
- Antônio Fragoso como Leocádio
- Cláudio Gabriel como Raimundo
- Lidi Lisboa como Mariana
- Julia Lund como Jandira
- Débora Olivieri como mãe de Jandira
- Crica Rodrigues como Amélia
- Ricardo Martins como Ronaldo

## Recepção

### Resposta dos críticos
O filme foi recebido com avaliações mornas por parte dos críticos especializados. No site agregador de críticas AdoroCinema, o filme dispõe de uma média de 2.5 de 5 estrelas  () com base em 6 resenhas publicadas na imprensa brasileira.
Robledo Milani, escrevendo para o website Papo de Cinema, ressaltou: "Ao mesmo tempo em que deve atender as expectativas do espectador mais familiarizado, possui condições suficientes para surpreender os novatos com boas atuações e uma contagiante fluidez entre os contos aqui explorados."
Sérgio Alpendre, crítico da Folha de S.Paulo, escreveu: "O potencial explosivo dos contos nem sempre encontra sua melhor tradução. O melhor é o da moça fogosa, muito pela interpretação apaixonada de Branca Messina."